# Liste der Biografien/Jea
Liste der Biografien |
Portal Biografien |
Personensuche
# |
A |
B |
C |
D |
E |
F |
G |
H |
I |
J |
K |
L |
M |
N |
O |
P |
Q |
R |
S |
T |
U |
V |
W |
X |
Y |
Z |
?
 
Ja |
Jb |
Jd |
Je |
Jh |
Ji |
Jj |
Jl |
Jn |
Jm |
Jo |
Jp |
Jr |
Js |
Jt |
Ju |
Jv |
Jw |
Jy
 
Jea |
Jeb |
Jec |
Jed |
Jee |
Jef |
Jeg |
Jeh |
Jei |
Jej |
Jek |
Jel |
Jem |
Jen |
Jeo |
Jep |
Jeq |
Jer |
Jes |
Jet |
Jeu |
Jev |
Jew |
Jex |
Jey |
Jez
Die Liste der Biografien führt alle Personen auf, die in der deutschsprachigen Wikipedia einen Artikel haben. Dieses ist eine Teilliste mit 230 Einträgen von Personen, deren Namen mit den Buchstaben „Jea“ beginnt.

## Jea

### Jeak
- Jeakins, Dorothy (1914–1995), US-amerikanische Kostümbildnerin

### Jean
- Jean (1921–2019), luxemburgischer Adeliger, Großherzog von Luxemburg (1964–2000)Jean (1921–2019)

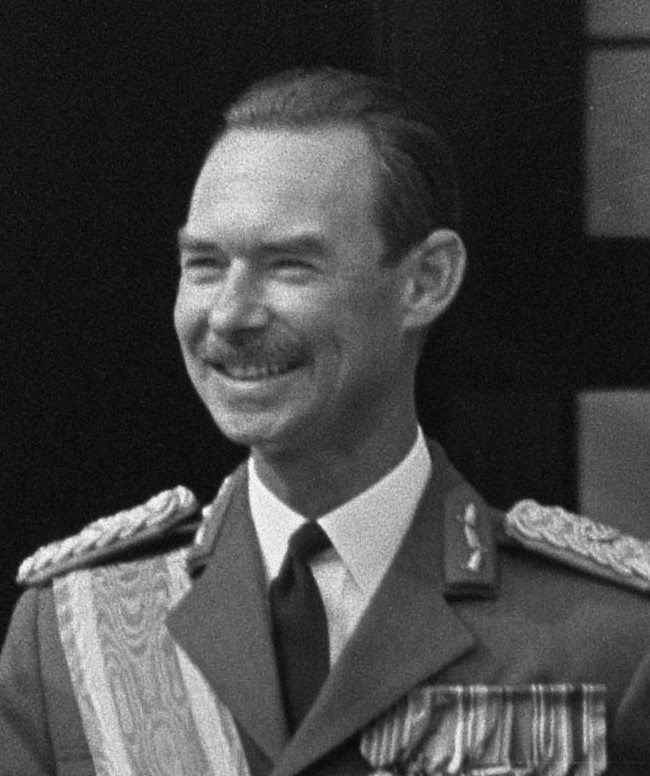
Jean (1921–2019)

- Jean Bellesmains, Bischof von Poitiers und Erzbischof von Lyon
- Jean Birelle († 1361), französischer Kartäusermönch, Prior der Grande Chartheuse und Generalminister des Kartäuserordens
- Jean Catilinet, Franziskaner-Provinzial im Burgund
- Jean Cousin, französischer Seefahrer
- Jean d’Artois, comte d’Eu (1321–1387), Graf von Eu
- Jean de Beaumont-Gâtinais († 1255), französischer Adliger, Herr von Villemomble, Großkämmerer von Frankreich
- Jean de Béthune († 1219), Bischof von Cambrai und Kreuzfahrer
- Jean de Bourbon, Comte d’Enghien (1528–1557), französischer Adliger und Militär
- Jean de Chelles, französischer Architekt
- Jean de Cherchemont († 1328), Kanzler von Frankreich
- Jean de Clermont († 1356), Herr von Chantilly, Marschall von Frankreich
- Jean de Foix (* 1454), Vizegraf von Lautrec
- Jean de Joinville († 1317), Seneschall von Champagne und Chronist Ludwigs IX.
- Jean de la Clite († 1443), französischer Adliger, Herr von Comines
- Jean de La Trémoille (1377–1449), französischer Adliger, Herr von Jonvelle
- Jean de Luxembourg († 1466), Herr von Haubourdin, Admiral der Niederlande außerhalb Flanderns
- Jean de Marigny († 1351), französischer Militär, Staatsmann und Bischof
- Jean de Meung, französischer Dichter, Gelehrter und Übersetzer
- Jean de Montaigu (1363–1409), Berater der französischen Könige Karl V. und Karl VI.
- Jean de Montaigu († 1415), Bischof von Chartres und Erzbischof von Sens
- Jean de Nanteuil, Bischof von Troyes
- Jean de Ronay († 1250), Vizemeister des Johanniterordens
- Jean de Rossillon, Bischof von Lausanne
- Jean de Rubempré († 1477), Ritter im Orden vom Goldenen Vlies, Ratgeber und Kammerherr der burgundischen Herzöge
- Jean de Valenciennes, französischer Kreuzritter, Herr von Haifa
- Jean de Valéry, französischer Ritter
- Jean de Valois (1398–1417), französischer Dauphin
- Jean de Valois, duc de Berry (1340–1416), Herzog von Berry und Auvergne, Graf von Poitiers und Montpensier sowie durch seine zweite Ehefrau Graf von Auvergne und BoulogneJean de Valois, duc de Berry (1340–1416)

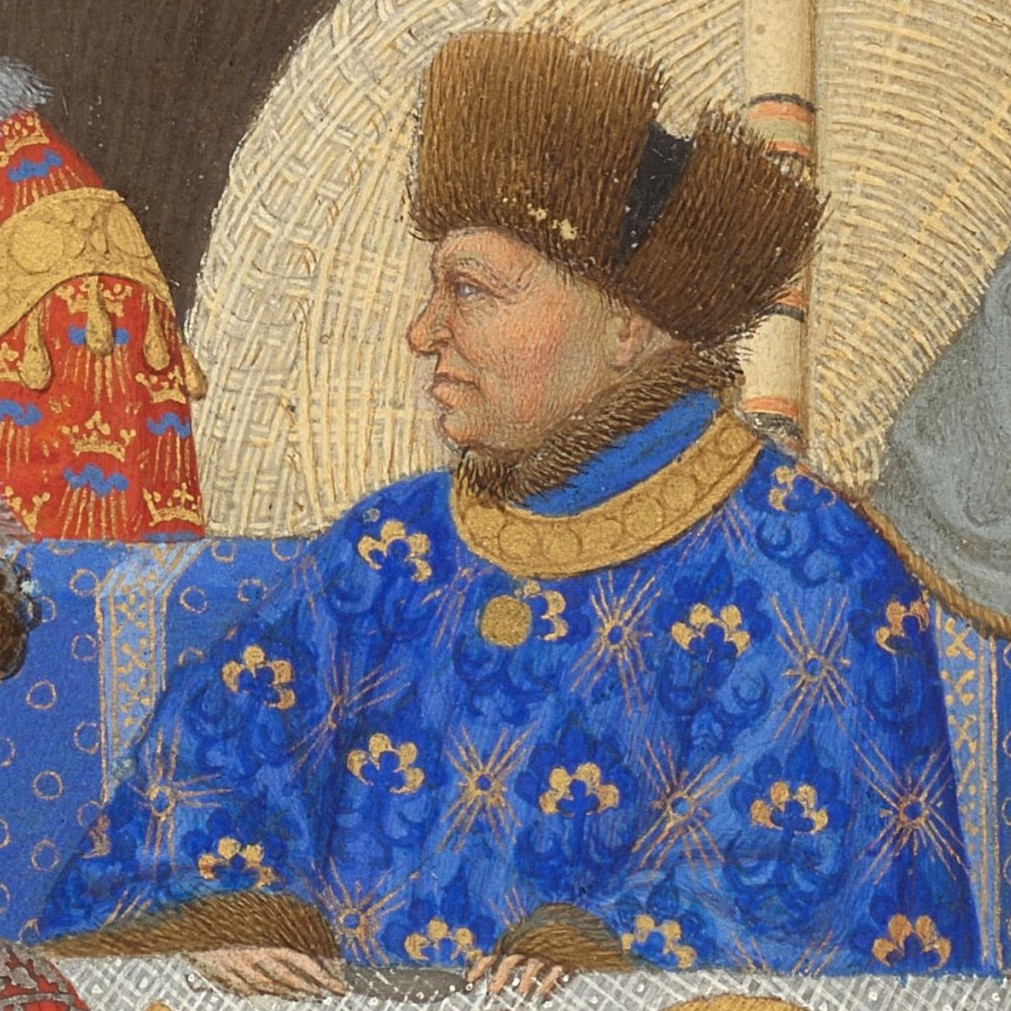
Jean de Valois, duc de Berry (1340–1416)

- Jean de Vienne (1341–1396), Admiral von Frankreich
- Jean de Vignay, französischer Übersetzer lateinischer Werke ins Französische
- Jean d’Outremeuse (1338–1400), lütticher Kleriker, Chronist
- Jean Fuinon, Bailli von Jerusalem, Kreuzfahrer
- Jean I. (1311–1373), Graf von Armagnac, Fézensac und Rodez
- Jean I. (1382–1454), Herr von Monaco
- Jean I. d’Amboise († 1498), Bischof von Maillezais, Bischof von Langres
- Jean I. de Bourbon (1344–1393), Graf von La Marche, Vendôme und Castres sowie Pair von Frankreich
- Jean I. de Bourbon (1381–1434), Herzog von Bourbon, Graf von Clermont-en-Beauvaisis, Graf von ForezJean I. de Bourbon (1381–1434)

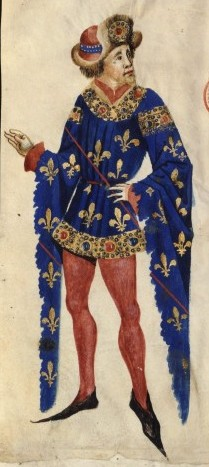
Jean I. de Bourbon (1381–1434)

- Jean I. de Brosse (1375–1433), französischer Adliger, Marschall von Frankreich
- Jean I. de Grailly, savoyischer Adliger und Kreuzfahrer in englischen Diensten
- Jean I. de Neufchâtel († 1433), burgundischer Militär und Diplomat
- Jean I. de Rohan, Vicomte de Rohan
- Jean I. d’Harcourt († 1288), Vizegraf von Saint-Sauveur, Herr von Harcourt und Elbeuf
- Jean II. (1280–1319), Dauphin von Viennois
- Jean II. (1468–1505), Herr von Monaco (1494–1505)
- Jean II. de Bourbon (1426–1488), Herzog von Bourbon und Auvergne, Graf von Clermont-en-Beauvaisis und Forez
- Jean II. de Brosse, Graf von Penthièvre
- Jean II. de Croÿ († 1473), Graf von Chimay und Generalkapitän des Hennegaus
- Jean II. de Melun († 1350), französischer Militär und Großkammerherr
- Jean II. de Neufchâtel, französischer Militär und Diplomat
- Jean II. d’Estrées (1624–1707), Marschall und Admiral von Frankreich
- Jean II. d’Harcourt (1245–1302), französischer Ritter, Herr von Harcourt, Baron von Elbeuf, Vizegraf von Châtellerault und Saint-Sauveur
- Jean II. Le Maingre (1366–1421), Marschall von FrankreichJean II. Le Maingre (1366–1421)

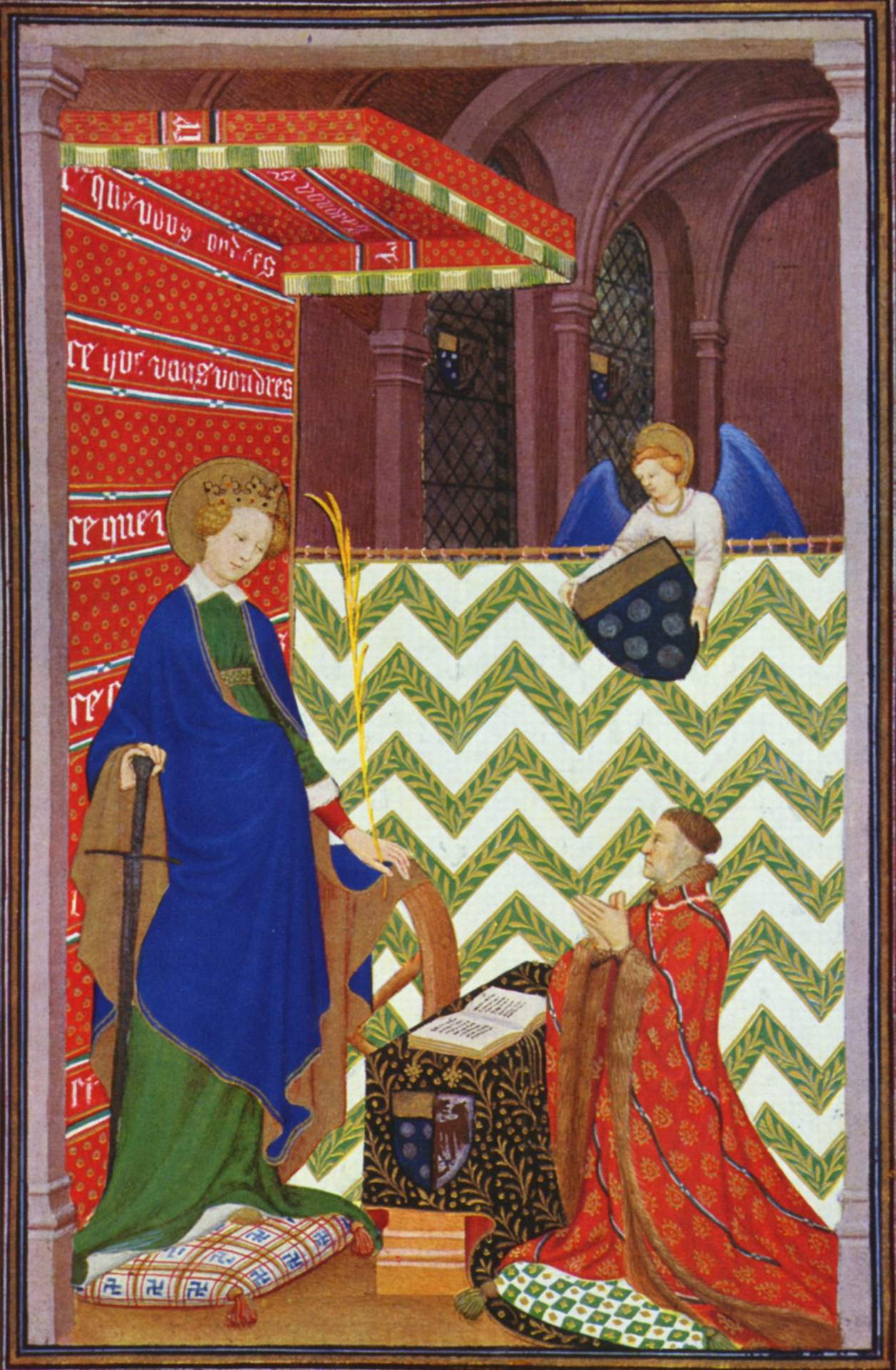
Jean II. Le Maingre (1366–1421)

- Jean III. († 1391), Graf von Armagnac
- Jean III. Clément († 1260), Marschall von Frankreich
- Jean III. de Grailly († 1376), Captal de Buch (1347–1376) und Militärführer im Hundertjährigen Krieg
- Jean III. de Melun (1318–1382), französischer Adliger und Militär, Großmeister von Frankreich
- Jean IV. (1396–1450), Graf von Armagnac, Fézensac und Rodez
- Jean IV. d’Auxy († 1474), französisch-burgundischer Adliger
- Jean IV. de Brosse († 1564), französischer Graf von Penthièvre sowie Herzog von Chevreuse und Étampes
- Jean IV. de Bueil († 1415), Herr von Bueil-en-Touraine
- Jean IV. de Foix-Grailly († 1485), aquitanischer Adliger
- Jean IV. de Melun († 1484), französischer Adliger, Burggraf von Gent
- Jean IV. de Vergy († 1461), französisch-burgundischer Adliger
- Jean Jacques, Danley (* 2000), haitianischer Fußballspieler
- Jean l’Aleman, Herr von Caesarea
- Jean Paul (1763–1825), deutscher SchriftstellerJean Paul (1763–1825)

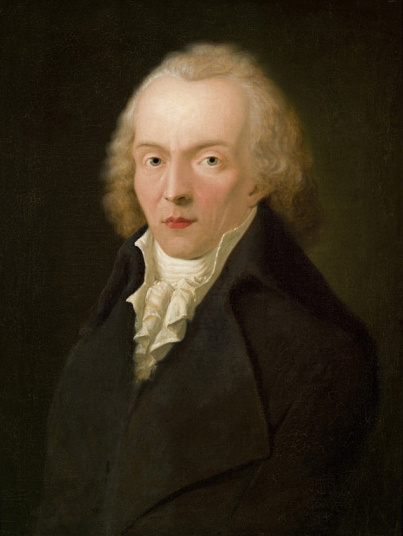
Jean Paul (1763–1825)

- Jean Philippe François d’Orléans (1702–1748), Abt von Hautvillers und Groß-Prior der französischen Malteser-Ritter
- Jean Pyerre (* 1998), brasilianischer Fußballspieler
- Jean Renart, altfranzösischer Dichter
- Jean V. († 1473), Graf von Armagnac, Fézensac und Rodez
- Jean V. de Bueil (1406–1477), Admiral von Frankreich und Graf von Sancerre
- Jean VII. d’Harcourt (1369–1452), Graf von Harcourt und Aumale, Vizegraf von Châtellerault, Seigneur de Mézières, d’Elbeuf, de Lillebonne, de La Saussaye
- Jean VIII. de Bourbon, comte de Vendôme (1428–1478), Graf von Vendôme
- Jean von Luxemburg (* 1957), luxemburgischer Prinz
- Jean, Al (* 1961), US-amerikanischer Drehbuchautor und Produzent
- Jean, Aurore (* 1985), französische Skilangläuferin
- Jean, Bernard (1948–2017), kanadischer Oboist und Musikpädagoge
- Jean, Cassandra (* 1985), US-amerikanische Schauspielerin
- Jean, Christiane (* 1959), französische Schauspielerin
- Jean, Corentin (* 1995), französischer Fußballspieler
- Jean, Dany (* 2002), haitianischer Fußballspieler
- Jean, Désinord (* 1967), haitianischer Geistlicher, Bischof von Hinche
- Jean, Elsa (* 1996), US-amerikanische PornodarstellerinElsa Jean (* 1996)

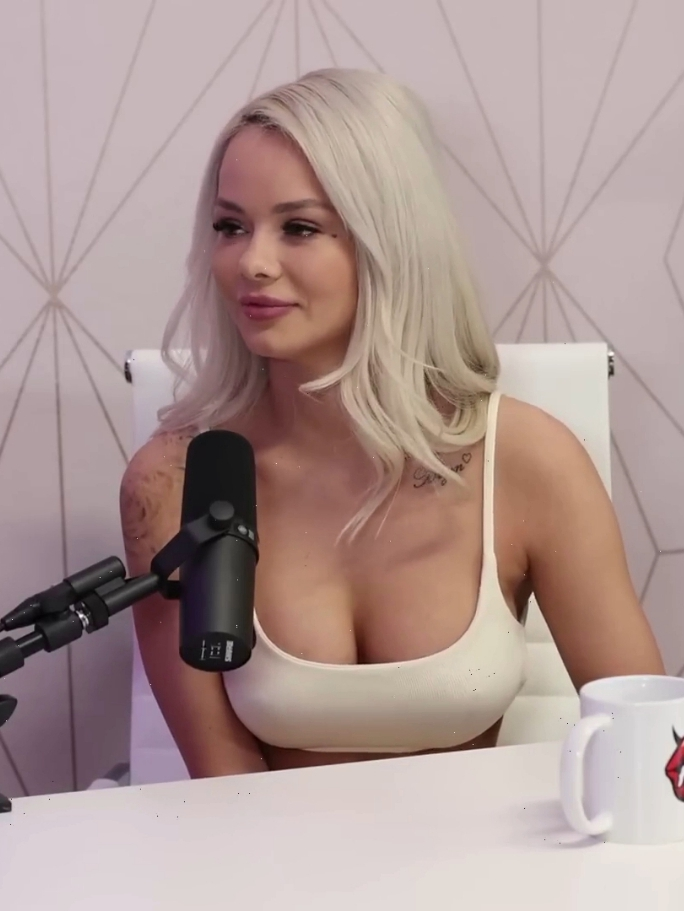
Elsa Jean (* 1996)

- Jean, Frédéric (* 1983), französischer Biathlet und Biathlontrainer
- Jean, Fritz (* 1956), haitianischer Ökonom, Autor und Staatspräsident
- Jean, Gloria (1926–2018), US-amerikanische Schauspielerin
- Jean, Joseph (1890–1973), Politiker der Liberalen Partei Kanadas
- Jean, Kenneth (* 1951), US-amerikanischer Dirigent
- Jean, Lou (* 2004), französische Sängerin
- Jean, Marcel (1900–1993), französischer Bildender Künstler und Autor des Surrealismus
- Jean, Mark, US-amerikanischer Regisseur, Autor und Filmproduzent
- Jean, Max (* 1943), französischer Autorennfahrer; Formel-1-Pilot
- Jean, Michaëlle (* 1957), kanadische Journalistin und Generalgouverneurin
- Jean, Michel (* 1960), kanadischer Autor, Journalist und Nachrichtensprecher
- Jean, Mulern (* 1992), haitianisch-US-amerikanische Hürdenläuferin
- Jean, Norma (* 1938), US-amerikanische Country-Sängerin
- Jean, Olivier (* 1984), kanadischer Shorttracker
- Jean, Raymond (1925–2012), französischer Schriftsteller
- Jean, Vadim (* 1963), britischer Filmregisseur und -produzent
- Jean, Victor (1874–1953), französischer Politiker
- Jean, Wyclef (* 1969), haitianischer Rapper, Songwriter und ProduzentWyclef Jean (* 1969)

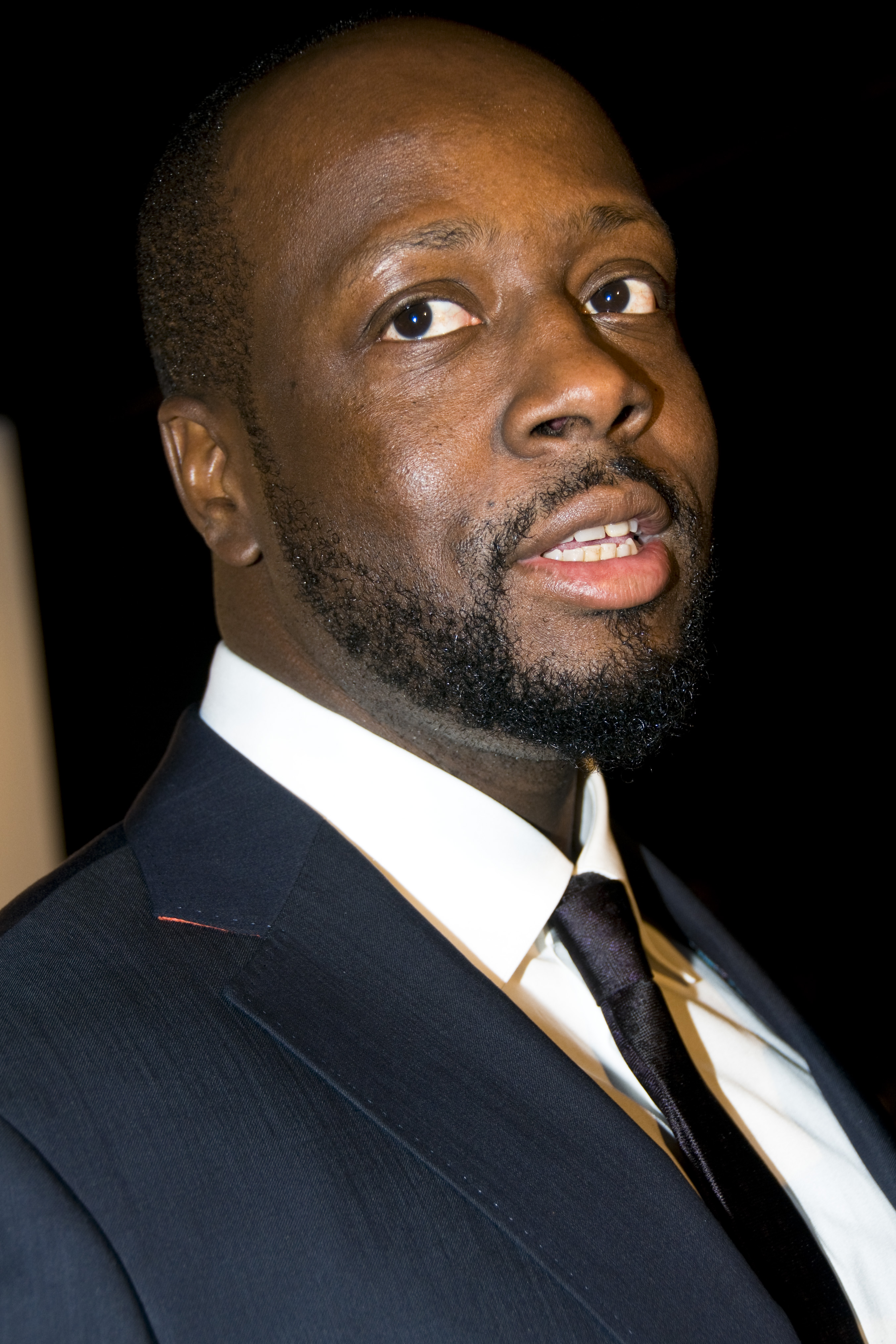
Wyclef Jean (* 1969)

- Jean-Baptiste, Jean-Victor Harvel, haitianischer Diplomat und Außenminister
- Jean-Baptiste, Lucien (* 1964), französischer Schauspieler, Synchronsprecher und Regisseur
- Jean-Baptiste, Marianne (* 1967), britische Schauspielerin, Drehbuchautorin und Komponistin
- Jean-Bart, Yves (* 1947), haitianischer Präsident der Fédération Haïtienne de Football (FHF)
- Jean-Charles (1922–2003), französischer Journalist und Autor
- Jean-Charles, Enex (* 1960), haitianischer Politiker
- Jean-Charles, Livio (* 1993), französischer Basketballspieler
- Jean-Charles, Shemar (* 1998), US-amerikanischer American-Football-Spieler
- Jean-Fontaine, Émile, französischer Segler
- Jean-François, Oriane (* 2001), französische FußballspielerinOriane Jean-François (* 2001)

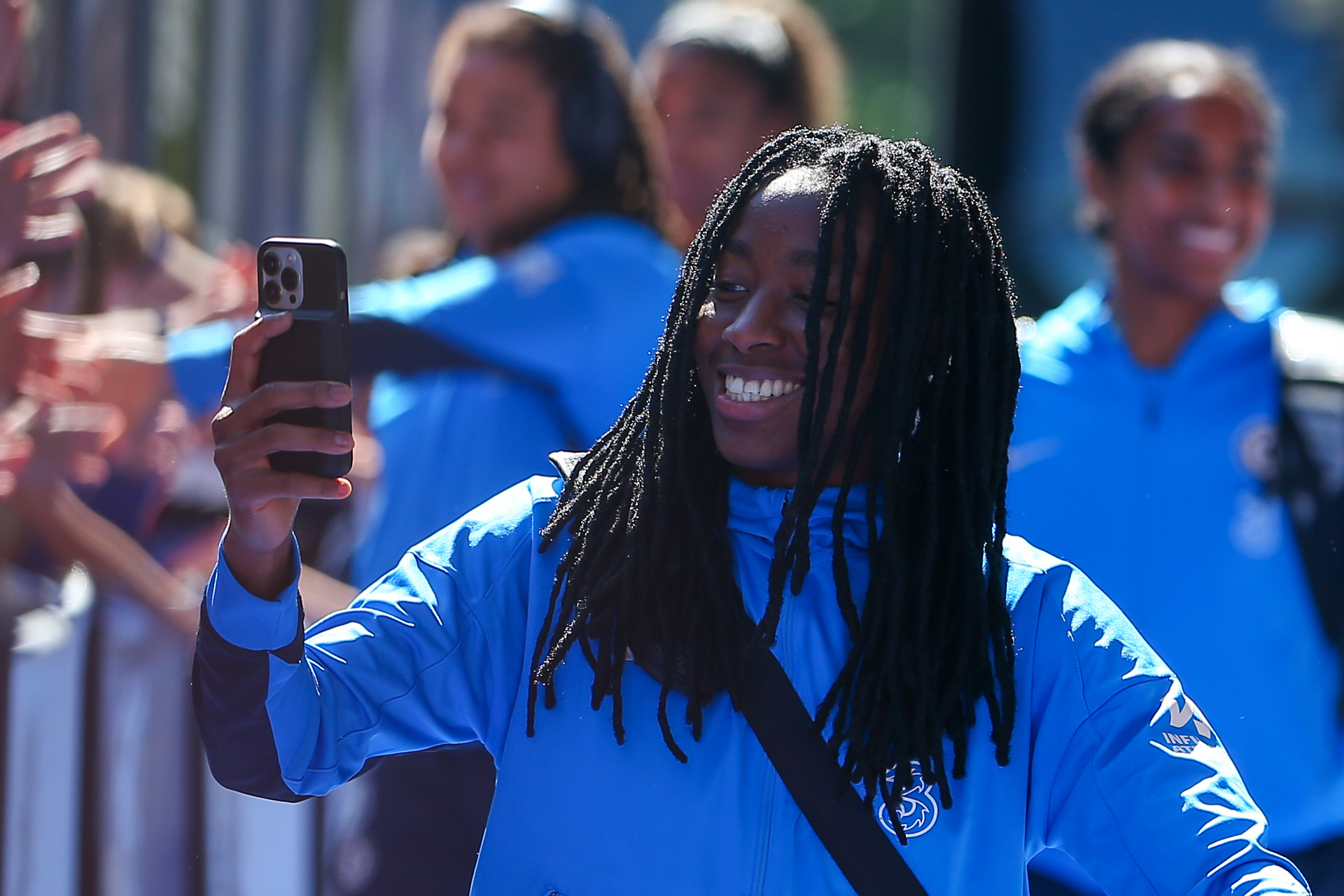
Oriane Jean-François (* 2001)

- Jean-Georges, Marie-France (* 1949), französische Skirennläuferin
- Jean-Jacques (* 1956), französischer Chansonsänger
- Jean-Joseph, Ernst (1948–2020), haitianischer Fußballspieler
- Jean-Juste, Gérard (1949–2009), haitianischer Priester und Befreiungstheologe
- Jean-Louis, Jimmy (* 1968), haitianischer Schauspieler und Model
- Jean-Louis, Marie-Denise Fabien (* 1944), haitianische Ärztin und Regierungsbeamtin
- Jean-Marie, Alain (* 1945), französischer Jazz-Pianist
- Jean-Pierre, Karine (* 1974), US-amerikanische Politikerin
- Jean-Pierre, Marie-Josephe (* 1975), mauritische Badmintonspielerin
- Jean-Prost, Claude (1936–2018), französischer Skispringer
- Jean-Prost, Nicolas (* 1967), französischer Skispringer
- Jean-Raymond, Kerby (* 1986), US-amerikanischer Modedesigner und Gründer der Modemarke Pyer Moss
- Jeanbart, Jean-Clément (* 1943), syrischer Ordensgeistlicher, melkitisch griechisch-katholischer Erzbischof von Aleppo
- Jeanblanc, Monique (* 1947), französische Mathematikerin
- Jeanbrun, Vincent (* 1984), französischer Politiker
- Jeancard, Jacques (1799–1875), französischer Ordensgeistlicher und römisch-katholischer Weihbischof in Marseille
- Jeandesboz, Fabrice (* 1984), französischer Radrennfahrer
- Jeand’Heur, Bernd (1956–1997), deutscher Jurist
- Jeandupeux, Daniel (* 1949), Schweizer Fussballspieler und Fussballtrainer
- Jeanes, Allene R. (1906–1995), US-amerikanische Chemikerin (Organische Chemie)
- Jeanes, Anna T. (1822–1907), US-amerikanische Schriftstellerin und Philanthropin
- Jeanette (* 1951), spanische SängerinJeanette (* 1951)

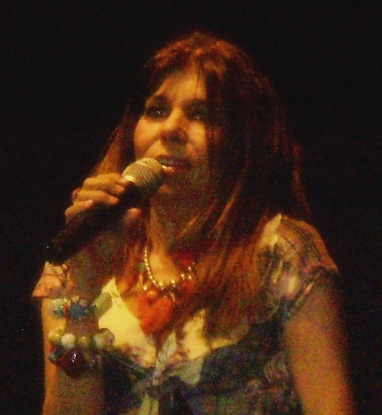
Jeanette (* 1951)

- Jeanette, Joe (1879–1958), US-amerikanischer Boxer im Schwergewicht
- Jeanfavre, Oscar († 1939), Schweizer Turner
- Jeangène Vilmer, Jean-Baptiste (* 1978), französischer Philosoph
- Jeangros, Erwin (1898–1979), Schweizer Jurist und Ökonom
- Jeanin, Jean-Baptiste (1769–1830), französischer General der Infanterie
- Jeanjaquet, Jules (1867–1950), Schweizer Romanist
- Jeanjean, Anthony (* 1998), französischer BMX-Freestyle-Fahrer
- Jeanjean, Christophe (* 1963), französischer Badmintonspieler
- Jeanjean, Faustin (1900–1979), französischer Jazzmusiker und Musikproduzent
- Jeanjean, Léolia (* 1995), französische Tennisspielerin
- Jeanjean, Maurice (1897–1968), französischer Jazzmusiker
- Jeanloz, Raymond (* 1952), US-amerikanischer Geophysiker
- Jeanmaire, Henri (1884–1960), französischer Altphilologe und Religionshistoriker
- Jeanmaire, Jean-Louis (1910–1992), Schweizer Offizier
- Jeanmaire, Zizi (1924–2020), französische Balletttänzerin, Schauspielerin und Chanson-Sängerin
- Jeanmonnot, Lou (* 1998), französische Biathletin
- Jeanne d’Arc († 1431), französische Nationalheldin und Heilige der Katholischen KircheJeanne d’Arc († 1431)

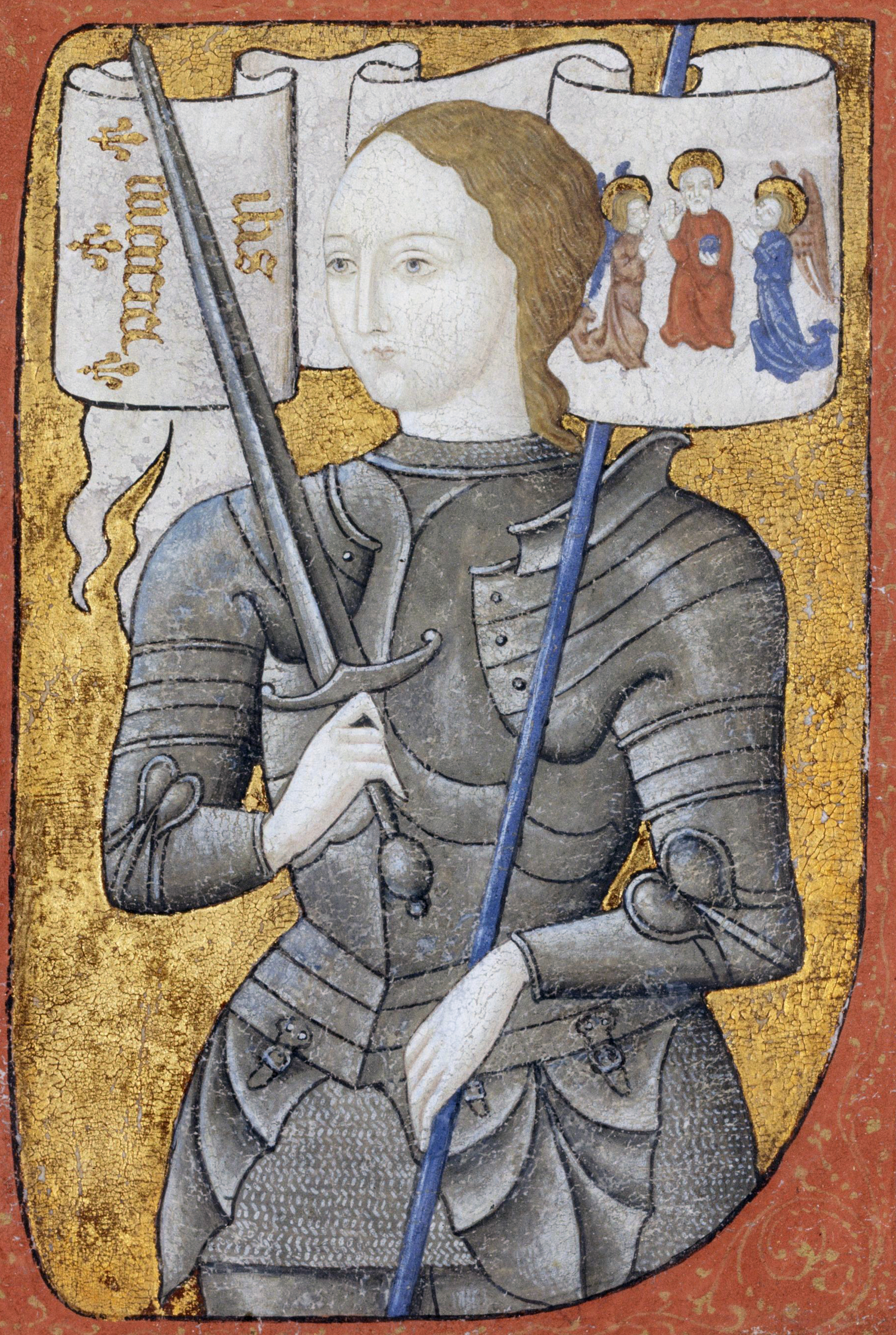
Jeanne d’Arc († 1431)

- Jeanne de Belleville (1300–1359), französische Piratin
- Jeanne de Marle (1415–1462), Gräfin von Marle und Soissons
- Jeanne de Valois (1464–1505), Königin von Frankreich und Herzogin von OrleansJeanne de Valois (1464–1505)

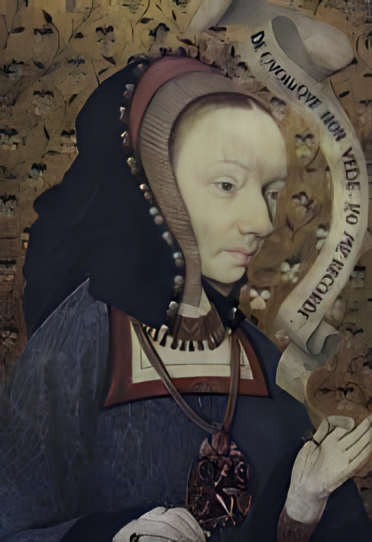
Jeanne de Valois (1464–1505)

- Jeanne des Anges (1602–1665), französische Ursulinen-Oberin und Autorin
- Jeanne des Armoises, angebliche Jeanne d’Arc nach deren Tod
- Jeanne Hachette, Französin, Retterin von Beauvais bei einem Angriff 1472
- Jeanne, Hervé (* 1972), luxemburgischer Jazzbassist und Musikjournalist
- Jeanne, Jonathan (* 1997), französischer Basketballspieler
- Jeanne, Leon (* 1980), walisischer Fußballspieler
- Jeanne-Claude (1935–2009), französisch-US-amerikanische Künstlerin
- Jeanneau, Aymeric (* 1978), französischer Basketballspieler
- Jeanneau, François (* 1935), französischer Jazzsaxophonist und -flötist
- Jeannée, Michael (* 1943), österreichischer Journalist
- Jeannel, René (1879–1965), französischer Naturforscher, Zoologe, Entomologe, Botaniker, Geologe, Paläontologe, Prähistoriker, Höhlenforscher und Biogeograph
- Jeanneney, Jean-Marcel (1910–2010), französischer Politiker
- Jeanneney, Jean-Noël (* 1942), französischer Historiker und Politiker, Direktor der französischen Nationalbibliothek
- Jeanneney, Jules (1864–1957), französischer Politiker
- Jeannerat, Carlo (* 1875), italienischer Miniaturmaler
- Jeanneret, Albert (1886–1973), Schweizer Komponist und Violinist
- Jeanneret, Anaïs (* 1963), französische Schauspielerin und Schriftstellerin
- Jeanneret, André (1935–1980), Schweizer Ethnologe
- Jeanneret, Charles (1892–1979), Schweizer Unternehmer und Politiker
- Jeanneret, Edmond (1914–1990), Schweizer evangelischer Geistlicher und Dichter
- Jeanneret, Ferdinand Wilhelm von (1764–1828), preußischer Generalmajor, Kommandeur der Reservekavallerie der Rheinischen Landwehr
- Jeanneret, François (* 1932), Schweizer Politiker (LPS)
- Jeanneret, Gustave (1847–1927), Schweizer Landschafts-, Genre- und Porträtmaler
- Jeanneret, Marie (1836–1884), Schweizer Serienmörderin von pflegebedürftigen Personen
- Jeanneret, Michel (1940–2019), Schweizer Literaturwissenschaftler
- Jeanneret, Pierre (1896–1967), Schweizer ArchitektPierre Jeanneret (1896–1967)

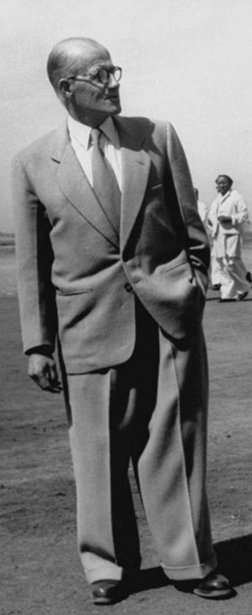
Pierre Jeanneret (1896–1967)

- Jeanneret, Roland (1947–2021), Schweizer Fernsehmoderator und -journalist
- Jeanneret, Sébastien (* 1973), Schweizer Fussballspieler
- Jeannerod, Alexis (* 1991), französischer Skilangläufer
- Jeannerod, Emmanuel (* 1971), französischer Bogenbiathlet
- Jeannerod, Marc (1935–2011), französischer Neurologe und Neurophysiologe
- Jeannerod, Roland (* 1945), französischer Skilangläufer
- Jeannesson, Arnold (* 1986), französischer Radrennfahrer
- Jeannet, Alphonse (1883–1962), Schweizer Geologe und Paläontologe
- Jeannet, Fabrice (* 1980), französischer Degenfechter und Olympiasieger
- Jeannet, Jérôme (* 1977), französischer Degenfechter und Olympiasieger
- Jeannet-Nicolet, Adrienne (1891–1969), Schweizer Lehrerin und Frauenrechtlerin
- Jeannette, Buddy (1917–1998), US-amerikanischer Basketballspieler
- Jeannette, Gunnar (* 1982), US-amerikanischer Autorennfahrer
- Jeannette, Stanick (* 1977), französischer Eiskunstläufer
- Jeannière, Émilien (* 1998), französischer Radrennfahrer
- Jeannin, Emile (1875–1957), deutsch-französischer Flugpionier und Unternehmer
- Jeannin, Henri (1872–1973), französisch-deutscher Rennfahrer und Unternehmer
- Jeannin, Louis (1907–2002), französischer Motorradrennfahrer
- Jeannin, Pierre (1924–2004), französischer Historiker der Annales-Schule
- Jeannin, Sandy (* 1976), Schweizer Eishockeyspieler
- Jeannin, Sofi (* 1976), schwedische Chordirigentin und Mezzosopranistin
- Jeannine, Sonja (* 1956), österreichische Schauspielerin und Immobilienmaklerin
- Jeanniot, Pierre-Georges (1848–1934), französischer Maler, Zeichner, Aquarellist und Graveur
- Jeannot, Benjamin (* 1992), französischer Fußballspieler
- Jeannotte, Jean-Paul (1926–2021), kanadischer Sänger und Musikpädagoge
- Jeanprêtre, Francine (* 1946), Schweizer Juristin und Politikerin (SP)
- Jeanquartier, André (* 1941), Schweizer Jazz-Pianist
- Jeanrenaud, Carl (1814–1891), deutscher Richter und Politiker
- Jeanrenaud, Joan (* 1956), US-amerikanische Cellistin und Komponistin
- Jeanrond, Werner G. (* 1955), deutscher römisch-katholischer Theologe
- Jeanroy, Alfred (1859–1953), französischer Romanist und Provenzalist
- Jeans, Constance (1899–1984), britische Freistil-Schwimmerin
- Jeans, Isabel (1891–1985), britische Schauspielerin
- Jeans, James (1877–1946), englischer Physiker, Astronom und Mathematiker
- Jeans, Ursula (1906–1973), britische Schauspielerin
- Jeanson, Geneviève (* 1981), kanadische Radrennfahrerin
- Jeanson, Henri (1900–1970), französischer Drehbuchautor
- Jeantaud, Charles (1843–1906), französischer Automobilpionier
- Jeantet, Charles-Hubert (1792–1866), französischer römisch-katholischer Ordensgeistlicher und Apostolischer Vikar von West-Tonking
- Jeantet, Louis (1897–1981), französischer Geschäftsmann
- Jeanty, Ashton (* 2003), US-amerikanischer FootballspielerAshton Jeanty (* 2003)

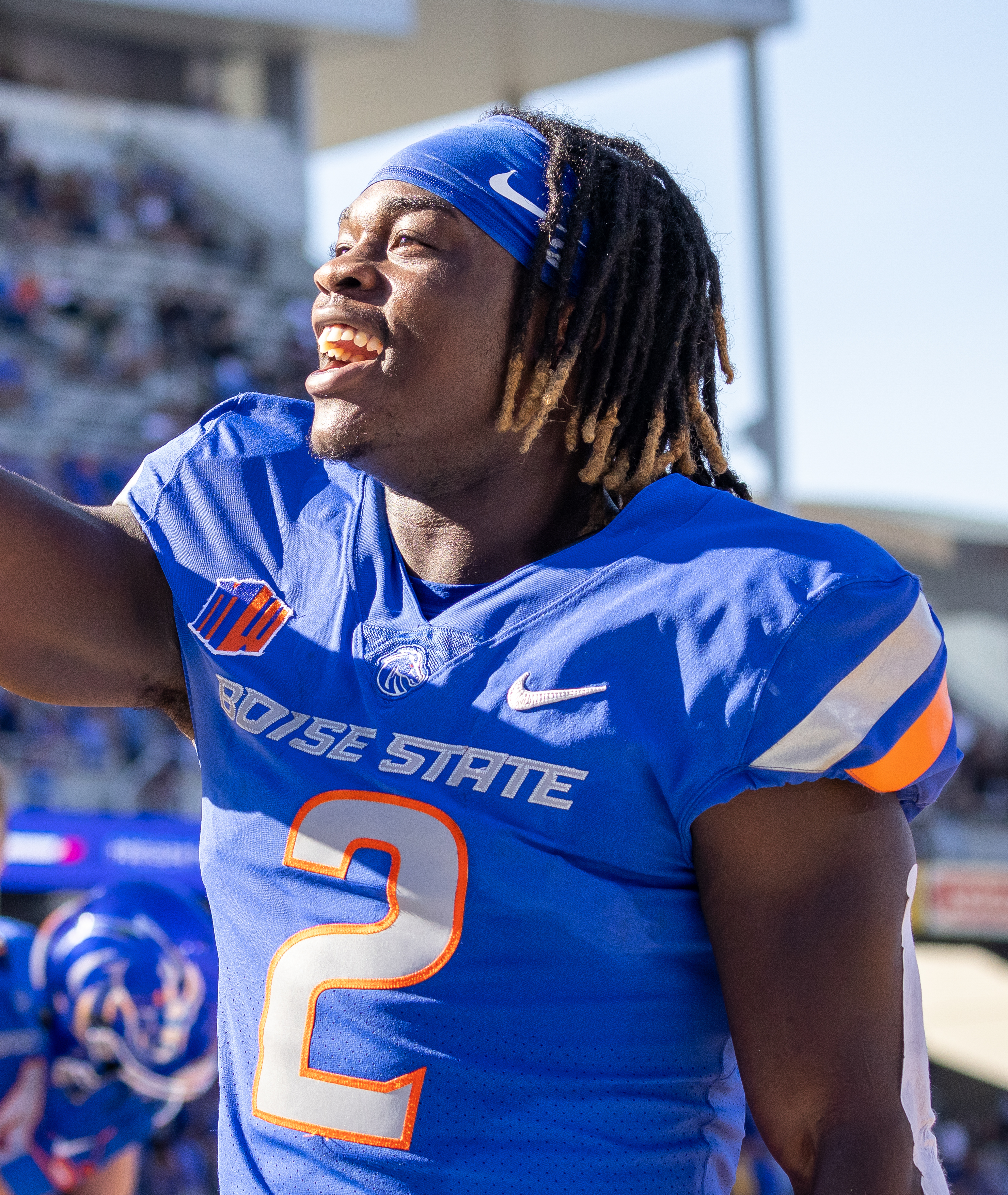
Ashton Jeanty (* 2003)

- Jeanty, Occide (1860–1936), haitianischer Komponist
- Jeanty, Osvaldo (* 1983), kanadischer Basketballspieler
- Jeanvier, Julian (* 1992), guineisch-französischer Fußballspieler

### Jeap
- Jeapes, Tony (* 1935), britischer Militär und Autor

### Jeau
- Jeauneau, Édouard (1924–2019), französischer Philosophiehistoriker
- Jeaurat, Edme-Sébastien (1725–1803), französischer Astronom
- Jeaurat, Étienne (1699–1789), französischer Maler und Kupferstecher

### Jeav
- Jeavons, Colin (* 1929), britischer Schauspieler